# Peripsocus madidus
Peripsocus madidus är en insektsart som först beskrevs av Hagen 1861.  Peripsocus madidus ingår i släktet Peripsocus och familjen sorgstövsländor. Inga underarter finns listade i Catalogue of Life.